# دی‌اتانول‌آمید

ساختار کلی دی‌اتانول‌آمیدها

دی‌اتانول‌آمیدها ترکیبات رایجی هستند که در لوازم آرایشی به عنوان عامل کف‌زا یا امولسیفایر استفاده می‌شوند. از نظر شیمیایی، آمیدهایی هستند که از دی‌اتانول‌آمین و کربوکسیلیک اسیدها، معمولاً اسیدهای چرب، تشکیل می‌شوند.
مثال‌ها عبارتند از:
- کوکامید دی‌اتانول‌آمین
- لورامید دی‌اتانول‌آمین
- اولئامید دی‌اتانول‌آمین